# 千住新橋出入口

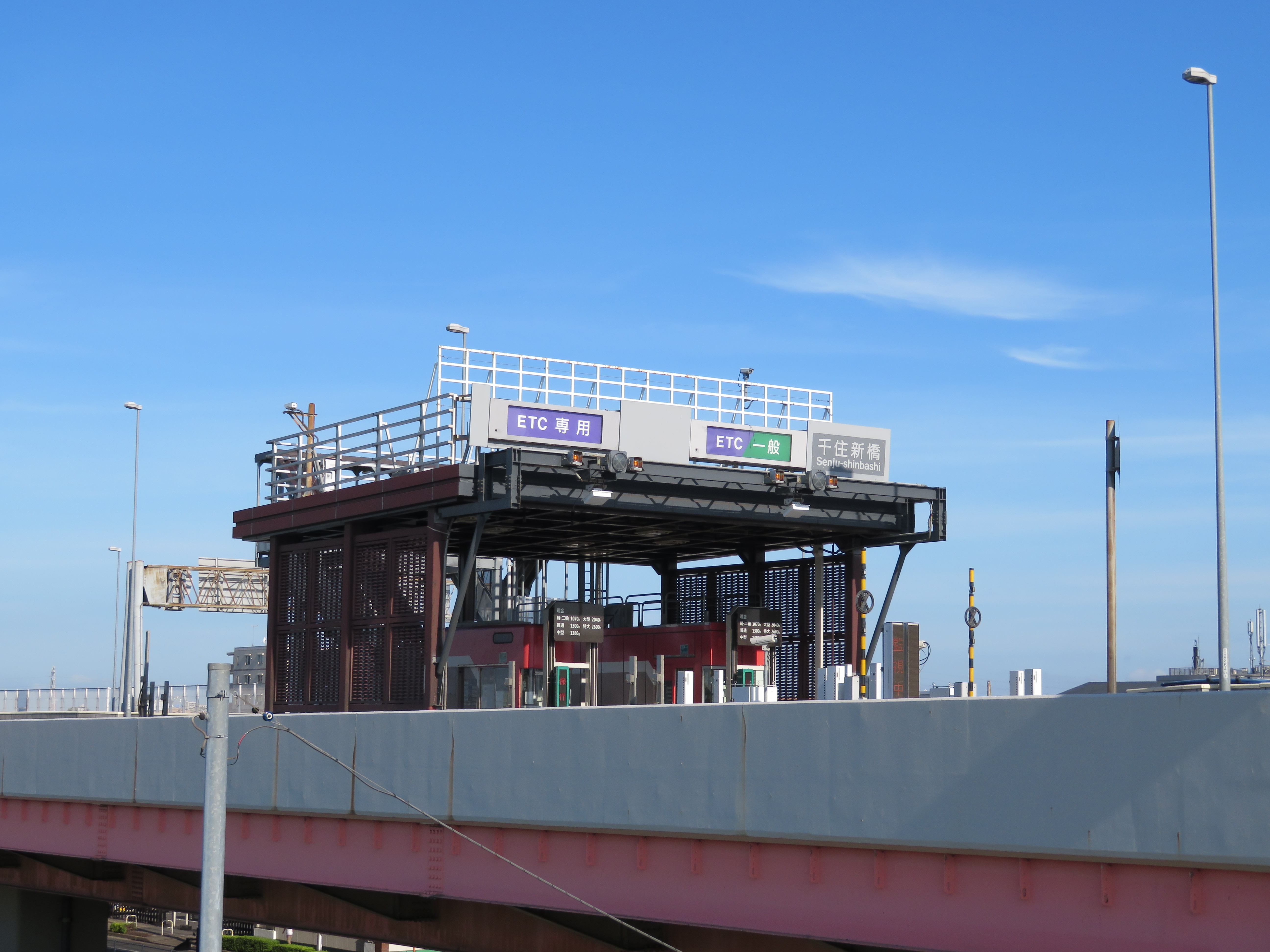
江北JCT方面側料金所

千住新橋出入口（せんじゅしんばしでいりぐち）は、東京都足立区にある首都高速中央環状線のインターチェンジである。内外回り双方の出口・入口とも設置されているフルインターチェンジである。

## 連絡している一般道路
国道4号線（日光街道）

## 周辺
- 東京拘置所
- 小菅駅（東武伊勢崎線〈東武スカイツリーライン〉）
- 五反野駅（東武伊勢崎線〈東武スカイツリーライン〉）
- 荒川

## 隣
首都高速中央環状線
(C35)扇大橋出入口 - (C37,C38)千住新橋出入口 - 小菅JCT - (C40)小菅出入口